# 마야크 (로켓)
마야크(Mayak) 로켓은 우크라이나가 개발 중인 우주 발사체이다. 그러나 우크라이나의 정치 경제적 상황이 나빠서, 개발일정이 명확하지 않다.

## 개요
다음의 액체연료 엔진을 모듈로 사용해, 여러 가지 조합을 하여 소형, 중형, 대형 발사체를 각각 2개씩 6개의 모델을 만들 계획이다. 소형 1.5톤부터 대형 발사체는 70톤 화물을 지구 저궤도(LEO)에 운반할 수 있다.
- RD-810 엔진, 추력 200톤, 1단 로켓
- RD-801 엔진, 추력 120톤, 1단 또는 2단 로켓
- RD-8 엔진, 추력 8톤, 2단 또는 3단 로켓

엔진, 제어, 지상 시설은 제니트 로켓, 싸이클론 로켓의 부품을 많이 사용한다.

## 파생형
| 버전         | Mayak-L1        | Mayak-L2        | Mayak-M1        | Mayak-M2        | Mayak-H3        | Mayak-H5        |
| ------------ | --------------- | --------------- | --------------- | --------------- | --------------- | --------------- |
| 길이 (m)     | 27.3            | 36.9            | 47.4            | 61.0            | 63.0            | 64.0            |
| 직경 (m)     | 2.7             | 3.0             | 3.9             | 3.9             | 3.9             | 3.9             |
| 무게 (t)     | 95              | 165             | 370             | 495 / 515       | 1218 / 1236     | 2010 / 2015     |
| 단수         | 2               | 2               | 2               | 2 / 3           | 2 / 3           | 2 / 3           |
| 1단 엔진     | 1 × RD-801      | 2 × RD-801      | 2 × RD-810      | 4 × RD-810      | 12 × RD-810     | 20 × RD-810     |
| 2단 엔진     | 1 × RD-809K     | 2 × RD-809K     | 4 × RD-809K     | 1 × RD-801B     | 1 × RD-801B     | 1 × RD-801B     |
| 3단 엔진     | 빈칸            | 빈칸            | 빈칸            | RD-809K         | RD-809K         | RD-809K         |
| 연료         | 액체산소 / 등유 | 액체산소 / 등유 | 액체산소 / 등유 | 액체산소 / 등유 | 액체산소 / 등유 | 액체산소 / 등유 |
| LEO 화물 (t) | 1.5             | 3               | 8.2             | 15.1 / –        | 45.5 / –        | 70.1 / –        |
| GTO 화물 (t) | –               | –               | 2.4             | – / 6.5         | 16 / 19         | 25 / 30.2       |

## 엔진
RD-8 엔진 설계를 기초로 하여, 러시아 RD-120 엔진의 정비와 개량에 참여한 경험을 바탕으로, 우크라이나가 추력을 크게 증가시킨 것이 RD-801, RD-810 엔진이다. 우크라이나 유즈노예가 설계한 RD-8 엔진은 한국형발사체 계획 당시 한국 항우연이 기술도입을 검토했던 모델이다. 최첨단 기술인 단계식 연소 사이클 RP-1 엔진이다.
- RD-8,  우크라이나, 추력 8톤, 단계식 연소 사이클, 최초발사 1985년 제니트 2호
- RD-120,  러시아, 추력 85톤, 단계식 연소 사이클, 최초발사 1985년 제니트 2호
- RD-801,  우크라이나, 추력 130톤, 단계식 연소 사이클
- RD-810,  우크라이나, 추력 200톤, 단계식 연소 사이클

항우연은 우크라이나 국영 유즈노예 설계국에서 로켓 엔진 설계도를 구입해 KARI 30톤급 로켓엔진을 국산화했고, 확대 개량해서 KARI 75톤급 로켓엔진을 개발했다. 단계식 연소 사이클 보다 비추력이 낮아 저성능인, 가스발생기 사이클을 사용한다.
단계식 연소 사이클은 펌프를 돌린 가스까지 다시 재활용해 주 연소실로 주입해 쓰는 방식이다. 따라서 효율이 극대화된다는 장점이 있다. 하지만 고온·고압의 가스를 다시 연소실로 주입하려면 고도의 소재 및 가공 기술이 필요하다. 미국에는 없고, 러시아, 우크라이나 등만 보유하고 있는 최첨단 기술이다.
러시아로부터 완제품과 함께, 기술이전 받기로 했다가 미국 국무부가 방해하여 국산화가 좌절된 나로호의 RD-151 엔진은 추력 200톤의 단계식 연소 사이클 RP-1 엔진이다. 추력을 170톤으로 낮추어 사용했다. 우크라이나의 RD-810 엔진도 동일하게 추력 200톤의 단계식 연소 사이클 RP-1 엔진이다. 미국은 고비용의 단계식 연소 사이클 액체수소 엔진 기술은 보유했지만, 저비용의 단계식 연소 사이클 RP-1 엔진 기술은 없다. 한국은 당초 나로호(KSLV-1) 사업으로 그 최첨단 로켓 기술을 이전받기로 했었지만, 미국의 방해로 좌절되었다. 따라서 한국형발사체(KSLV-2)에는 저성능의 가스발생기 사이클 Jet A-1 엔진을 사용한다. 미국에도 있는 기술이다.
이러한 최첨단 로켓 엔진 기술로 인해, 러시아 우주 발사체는 미국, 프랑스 보다 10배 저렴한 가격에 인공위성을 발사해준다.